# Sankuru (provins)
Sankuru  er en provins i Den Demokratiske Republik Congo. Den er en af de 21 provinser, der blev oprettet ved opdelingen i  2015. Sankuru, Kasaï-Oriental, og Lomami provinserne er resultatet af opdelingen af den tidligere Kasaï-Oriental provins. Sankuru blev dannet af Sankuru-distriktet, hvis by Lusambo blev ophøjet til hovedstaden i den nye provins.
I 2020 blev befolkningen anslået til 2.593.400.

## Administration
Provinsens hovedstad er Lusambo.
Mens Sankurus territorier er styret af territoriale administratorer og deres stedfortrædere, herunder forskellige rådgivere, er byer i Sankuru styret af borgmestre med råd og landsbyer er hovedsageligt styret af traditionelle kongedømmer basseret på arv.
Provinsen var fra   1966 til 2009 administreret som distriktet Sankuru, men er  nu opdelt i 6 territorier:
- Katako Kombe – med byerne Katako-Kombe og Lumumbaville
- Kole – med byen Kole
- Lodja –med byen  Lodja
- Lomela – med byen  Lomela
- Lubefu – med byerne  Tshumbe Ste Marie og Lubefu
- Lusambo – med byen  Lusambo

## Historie
Sankuru blev administreret som en provins fra 1962 til 1966. Men fra 1966 til 2015 blev Sankuru administreret som et distrikt som en del af den tidligere Kasaï-Oriental provins.

## Geografi
De vigtigste geografiske træk er Sankurufloden, Lomamifloden, Lubefufloden og Lukeniefloden.
Der er typisk tre naturlige miljøer i provinsen: skov, savanna og bush. Der er talrige bjerge, dale og slående naturlige forhindringer.
Denne provins har en meget rig biodiversitet med mange forskellige dyrearter, herunder fra løveer, zebraer, antilope, kudu, flodhest, forskellige arter af tropiske slangeer, krokodillerer, skildpadder, forskellige arter af aber, en række fisk arter, forskellige fugle og chimpanser. 